# Coffea tsirananae
Coffea tsirananae là một loài thực vật có hoa trong họ Thiến thảo. Loài này được J.-F.Leroy mô tả khoa học đầu tiên năm 1972.